# Ityraea nigrocincta
Ityraea nigrocincta är en insektsart som först beskrevs av Walker 1858.  Ityraea nigrocincta ingår i släktet Ityraea och familjen Flatidae. Inga underarter finns listade i Catalogue of Life.